# Herbsttag
Herbsttag ist ein symbolistisches Gedicht von Rainer Maria Rilke, das er im Jahre 1902 schrieb. Es findet sich in seinem Gedichtband Das Buch der Bilder und beschreibt in drei Strophen den Übergang von Sommer zum Herbst.

## Entstehung
Im Herbst 1902 ließ Rilke seine Frau, die Bildhauerin Clara Westhoff, in Berlin zurück und zog nach Paris, um an einer Monografie über den Bildhauer Auguste Rodin zu arbeiten. Diese Umstände können bei einer autobiografischen Deutung wichtig sein. In dieser Zeit schrieb er auch das Gedicht.

## Inhalt
Herr: es ist Zeit. Der Sommer war sehr groß.

Leg deinen Schatten auf die Sonnenuhren,

und auf den Fluren laß die Winde los.

Befiehl den letzten Früchten voll zu sein;

gieb ihnen noch zwei südlichere Tage,

dränge sie zur Vollendung hin und jage

die letzte Süße in den schweren Wein.

Wer jetzt kein Haus hat, baut sich keines mehr.

Wer jetzt allein ist, wird es lange bleiben,

wird wachen, lesen, lange Briefe schreiben

und wird in den Alleen hin und her

unruhig wandern, wenn die Blätter treiben.

## Form
Das Gedicht ist in drei Strophen gegliedert, jeweils mit wachsender Versanzahl. Die erste Strophe besteht aus einem umarmenden Reim mit einem reimlosen Vers (Waise) im Zentrum und die zweite aus einem vollständigen umarmenden Reim. Die dritte Strophe ist nach demselben Schema wie die zweite aufgebaut, jedoch mit einem zusätzlichen Vers, der sich auf die inneren beiden der umarmenden Reime reimt. Implizit wird die Viergliedrigkeit aber auch schon in der ersten Strophe mit einem Binnenreim (Vers 2f: Sonnenuhren, Fluren) erzielt.
Metrisch betrachtet folgt das Gedicht einem fünfhebigen Jambus, der für gewisse Emphasen unterbrochen wird. So wird der Rhythmus gleich am Anfang durch die Apostrophe „Herr“ reakzentuiert: Es steht an unbetonter Stelle eine betonte Silbe. Des Weiteren findet sich in Vers sechs (Mitte des Gedichts) eine Unregelmäßigkeit sowie im letzten Vers, der, zusammen mit dem Wort „Herr“ der ersten Zeile, das Gedicht parenthetisch umschließt und ihm eine Symmetrie über die Strophen hinaus verleiht.

## Deutung
Im Gedicht „Herbsttag“ von Rainer Maria Rilke (erschienen 1902) geht es im Bild des Herbsttages um das Finden oder Verfehlen einer erfüllten Lebensweise.
Das Gedicht hat in den verschiedenen Strophen verschiedene Aspekte des Herbstes zum Thema.

### Erste Strophe
In der ersten Strophe wird der Übergang vom Sommer zum Herbst thematisiert: Der Sommer wird durch das Präteritum (war, V. 1) als vergangen dargestellt, Schatten (V. 2) und Winde (V. 3) sind die Kennzeichen des Herbstes, die sich in der Natur zeigen.
Der Übergang wird nicht festgestellt, sondern wird in der Form eines Gebetes gefordert. Der Grund der Forderung scheint dabei schlicht zu sein, dass die Zeit des Herbstes gekommen ist („es ist Zeit“, V. 1), dass der Sommer vergangen ist. Die Gebetsform wird durch die Anfangsstellung des Wortes „Herr“ (V. 1) und durch die Durchbrechung des ansonsten regelmäßigen Metrums besonders hervorgehoben.
Obwohl diese Tatsache selbstverständlich zu sein scheint, gibt sie das Thema des Gedichts an: Die Zeit und ihr Vergehen. Die Zeit wird auch im Bild der Sonnenuhren (V. 2) angesprochen, die die Zeit messen und ihren Ablauf anzeigen. Sonnenuhren haben einen Bezug zur Sonne, dem bestimmenden Gestirn des Tages und des Sommers, die in vielen Kulturen mit den höchsten Göttern in Verbindung stand. Die Antithese von „Schatten“ und „Sonnen(uhren)“ (V. 2) weist auf die tiefgreifende Veränderung des Zeitwechsels hin – kann man doch die Zeit nicht mehr bestimmen, wenn Schatten auf Sonnenuhren liegt! Ein weiteres Bild dieser Veränderung sind die Winde.

### Zweite Strophe
Das Thema der zweiten Strophe ist die Vollendung der Früchte. Damit wird die Ernte als prägende Tätigkeit des Herbstes angesprochen. Die Form des Gebetes wird in dieser Strophe weitergeführt, der Inhalt der Bitte ist, die Reife der Früchte zum Ende zu bringen (V. 6). Während der Beginn der Strophe allgemein von „Früchten“ (V. 4) spricht, wird am Ende speziell der Wein genannt (V. 7); dies könnte mit der berauschenden Wirkung des Weines zusammenhängen, die Ausdruck der Lebensfreude, aber auch der ekstatischen Entrückung ist.
Der vergehende Sommer ist auch in dieser Strophe noch präsent: In der Metapher der „südlichere[n] Tage“ wird die Wärme und die Helle des Sommers angesprochen.
Die Reife der Früchte wird außer im Wort „Vollendung“ (V. 6) in den Worten „voll“ (V. 4) und „Süße“ (V. 7) angesprochen.
Das Thema der Zeit erscheint in dieser Strophe nicht als Veränderung, sondern als Vollendung und Reife, als erwünschter und notwendiger Abschluss eines Prozesses, der Früchte tragen soll.

### Dritte Strophe
Die dritte Strophe hat einen gänzlich anderen Blickwinkel auf die Aspekte des Herbstes. Nicht mehr die Natur steht im Mittelpunkt, sondern der Mensch; die Form des Gebetes tritt vollständig hinter die der Reflexion zurück.
Zwei Sätze beschreiben mögliche Auswirkungen des Herbstes – wenn auch vielleicht nur im metaphorischen Sinn – auf den Menschen (V. 8 und V. 9ff). Die Anapher („Wer jetzt ...“) und der syntaktische Parallelismus betonen die Wirkung auf die Menschen und lassen den enthaltenen Gedanken intensiv, fast schon drängend hervortreten:
Die Menschen erwarten demnach Heimatlosigkeit und Einsamkeit, wenn sie es bis zum Ende des Sommers nicht geschafft haben, sich ein Heim zu schaffen oder Gesellschaft zu finden („Wer jetzt kein Haus hat“ in V. 8, „Wer jetzt allein ist“ in V. 9). In beiden Fällen wird betont, dass der jetzige Zustand für lange Zeit unabänderlich ist. Das Bild der treibenden Blätter (V. 12) spiegelt den „unruhig wandern[den]“ (V. 12), heimatlosen Menschen in der Natur wider. Durch die Durchbrechung des regelmäßigen Metrums wird das Wort „unruhig“ besonders betont.
Die Tätigkeiten, die im Zusammenhang mit der Einsamkeit genannt werden, nämlich „wachen, lesen, lange Briefe schreiben“ (V. 10) und eben „unruhig wandern“ (V. 12), stellen Tätigkeiten eines nach innen gewandten Lebens dar.

### Gesamtdeutung
Obwohl zwischen der zweiten und dritten Strophe die Perspektive von der Natur zum Menschen wechselt und sich das Thema von Reife und Vollendung zu einem einsamen Leben, widersprechen sich die Teile nicht, sondern ergänzen einander. Während die Vollendung der Natur gefordert wird, werden die Folgen einer fehlenden Vollendung im menschlichen Leben dargestellt. Im gedoppelten „Wer“-Satz (V. 8f) drückt sich nämlich eine Bedingung aus, d. h. dass Einsamkeit nicht in der Natur des Menschen liegt, sondern wird durch fehlende „Vollendung“ beim Finden einer Heimat oder in sozialer Hinsicht verursacht.
Die Form des Gedichts unterstützt dies durch die wachsende Anzahl der Verse: In der dritten Strophe ist der umarmende Reim, der in der zweiten Strophe rein auftritt und in der ersten durch den Binnenreim („Fluren“, V. 3) realisiert wird, um einen Vers erweitert; dadurch wird die Strophe länger als erwartet, man möchte fast sagen, dass sie wie ein einsamer Spaziergang in herbstlichen Alleen zu lange dauert, kein Ende findet.
Das Bild des „Herbsttag[es]“ (s. Titel) wird in doppelter Bedeutung benutzt. Auf den ersten Blick dominiert die wörtliche Bedeutung, die in den Naturbildern zum Ausdruck kommt, z. B. „Schatten“ (V. 2), Winde (V. 3), Blätter (V. 12). Gerade durch den Bezug auf den Menschen und seine Vereinsamung gewinnt das Bild aber eine neue Bedeutungsebene: Das Finden einer Heimat und eines Platzes in der menschlichen Gesellschaft, d. h. das Finden einer erfüllten Lebensweise, muss zu einer bestimmten Zeit geschehen, weil es ein Verpassen des günstigen Zeitpunktes zum Verlust auf eine unbestimmte Dauer führt. Der Zeitpunkt könnte als Lebensalter gedacht sein (Herbst des Lebens wird das Alter genannt) oder als eine „dunkle Zeit“ im Leben, d. h. eine Zeit des Misserfolgs oder der Krankheit.

## Vertonungen
- Conrad Beck: Drei Herbstgesänge für Alt und Klavier (Orgel), Nr. 1; 1926
- Winfried Zillig: Lieder des Herbstes für tiefe Stimme und Klavier, Nr. 2; 1940
- Zoltán Gárdonyi: Fünf Rilke-Lieder für Sopran und Klavier, Nr. 1; 1940/41
- Ernst Lothar von Knorr Fünf Gesänge für Bariton und Orchester oder Klavier, Nr. 5; 1950.
- Petr Eben: Sechs Lieder für mittlere Stimme und Klavier, Nr. 2; 1961
- Paavo Heininen: Schatten der Erde für Singstimme und Klavier op. 30, Nr. 2; 1973
- Bertold Hummel Herbsttag für Singstimme und Klavier op. 71c; 1980
- York Höller: Herbsttag für Mezzosopran und acht Instrumente (Flöte, Celesta, Harfe, Cembalo und Streichquartett); 1966/1999
- Krzysztof Penderecki: 8. Symphonie – Lieder der Vergänglichkeit für Soli, gemischten Chor und Orchester, Nr. 11; 2005
- Valentin Ruckebier: Herbsttag für vierstimmigen Männerchor; 2014
- Martin Spengler und die foischn Wiener: Es is Zeit (Text adaptiert ins Wienerische); 2013